# Schweizer Tierschutz
Der Schweizer Tierschutz STS ist eine nicht gewinnorientierte Tierschutzorganisation in der Schweiz. Sie fungiert als Dachverband für rund 70 lokale und regionale Tierschutzvereine.

## Geschichte
Am 28. August 1861 wurde der Schweizerische Zentralverein zum Schutz der Tiere gegründet. Zu Beginn behandelte der Verein unter anderem die Schächtinitiative und die Regulierung beziehungsweise das Verbot der Vivisektion. 1980 erfolgte die Umbenennung des Vereins auf den heutigen Namen Schweizer Tierschutz STS.
Ab den 1980er-Jahren beschäftigte sich der STS ausserdem mit der Massentierhaltung und der Biotechnologie, verfolgte ihre bestehenden Themen wie Vivisektion und Schlachtung aber weiter. Bereits ab den 1980er Jahren verstand sich der STS als Teil der Umweltbewegung. Im Tätigkeitsbericht 1980 schrieb der STS dazu:

«Wir ‹grünen Organisationen› müssen uns unserer politischen Macht bewusst werden und uns  in unseren Bestrebungen gegenseitig noch viel mehr unterstützen.»

Von 2001 bis 2021 war Heinz Lienhard der langjährige Präsident der Organisation. In dieser Zeit fielen neue Tierschutzregelungen wie eine verpflichtende Betäubung bei Ferkelkastration, ein Importverbot für Katzen-, Hunde- und Robbenfelle und eine Maximaldauer von sechs Stunden für den Transport von Tieren in den Schlachthof. 2014 startete der STS die Kampagne «Schweizer Lebensmittel für Schweizer Armee», wonach die Schweizer Armee entschied, ab dem 1. Januar 2015 statt ausländischer Importe nur noch tierische Produkte aus der Schweiz für die Verpflegung der Armee zu verwenden.

## Organisation
Die Organisation hat ihren Sitz in Basel und ist die grösste Tierschutzorganisation der Schweiz. Sie finanziert sich aus Spenden-Einnahmen und engagiert sich in den meisten Bereichen des Tierschutzes, von Heimtieren über Zirkus- und Zootiere, Nutztiere und Versuchstiere bis zu Wildtieren (hier z. B. Igel-Schutz). Die regionalen Sektionen des STS betreiben unter anderem auch Tierheime. Der STS versteht sich seit seiner Gründung als Dachverband lokaler Tierschutzvereine.
Insgesamt hat der STS mehr als 70 Sektionen in allen Regionen der Schweiz sowie in Liechtenstein. Dazu zählen etwa im deutschsprachigen Teil der Schweiz der Aargauische Tierschutzverein, der Dachverband Berner Tierschutzorganisationen, der Graubündner Tierschutzverein, der Tierschutzbund Basel Regional oder der Verein Aquarium Zürich. In den französisch- und italienischsprachigen Teilen der Schweiz gibt es ebenfalls Vereine wie die Società protezione animali Locarno e Valli in Tessin oder die Societe Vaudoise pour la protection des animaux SVPA. 2011 hatte der Schweizer Tierschutz ein Budget von rund 7 Millionen Schweizer Franken, das sich aus Spendeneinnahmen generierte.

## Leitung

### Präsidenten
- Philipp Heinrich Wolff, 1861–1903
- Andreas Keller-Jäggi, 1904–1921
- Karl Hermann Schachenmann, 1921–1936
- Fritz Egger, 1937–1960
- Peter Böhringer, 1960–1976
- Richard Steiner, spätestens 1977–mindestens 1992
- Marianne Staub, 1994–2001
- Heinz Lienhard, 2001–2021
- Nicole Ruch, 2021–2024
- Piero Mazzoleni, 2024–2025
- Peter V. Kunz, seit 2025

Quelle: Archiv für Agrargeschichte

### Geschäftsführer
- Hans-Peter Haering, spätestens 1975–1995
- Franz Schmid-Dieboldswyler, 1995–1996
- Hansuli Huber, 1998–2019
- Stefan Flückiger, 2019–2023
- Samuel Furrer, 2017–2024
- Marco Mettler, 2024–

Quelle: Archiv für Agrargeschichte

## Positionen zu Tierschutz und Tierhaltung
Die STS nimmt regelmässig zu Fragen von Tierhaltung und Tierschutz Stellung. Inhaltlich hat sich der STS in den vergangenen Jahrzehnten unter anderem gegen das Tragen von Pelzen, für die Schmerzausschaltung bei schmerzvollen chirurgischen Eingriffen an Tieren (auch in der Schweinehaltung) und für strenge Gesetzesregelungen bei tierquälerischen Zuchtzielen positioniert.
Der STS gehört zu den Gründungsorganisationen des am 25. Juni 1990 gegründeten Vereins Schweizer Allianz Gentechfrei (SAG), welcher sich gegen Formen von Gentechnik engagiert, bei denen es um die gentechnische Veränderung von Tieren und Pflanzen geht.
2021 hat sich der STS für eine Verschärfung der Strategie Nachhaltige Entwicklung des Bundes eingesetzt. Im Jahr 2022 führte der Verein zusammen mit anderen Organisationen eine Werbekampagne für weniger Fleischkonsum durch.
Der Verband warnte 2021 vor dem Gebrauch von Rasenmährobotern, da diese Igel verletzen oder töten können, und 2023 vor der Verwendung von Laubbläsern in Garten und Wäldern, da diese Bodenschichten zerstören und Kleintiere töten können.

## Projekte
Der STS ist im Bereich Tiervermittlung tätig und betreibt hierfür eine Plattform. Unter dem Namen «Adopt a Pet» führt der STS seit Jahren eine Kampagne für die Adoption von Tieren aus dem Tierheim. Zwischen Juni 2016 und Mai 2017 wurden mehr als 19'700 Tiere in den Tierheimen der Sektionen der Schweizer Tierschutz abgegeben, darunter mehr als 2'500 Hunde und mehr als 10'600 Katzen. Dabei konnte laut einem Artikel in der Bauernzeitung vom November 2017 für 67 % der Tiere, die im Jahr 2016 in die Tierheime kamen, ein neues Zuhause gefunden werden.
Das Projekt «Fachstelle Tiere und ältere Menschen»  des STS ermöglicht Senioren, mit ihren Haustieren in Seniorenheime zu ziehen. Dafür kooperiert der STS mit Seniorenheimen und berät diese bei der Haltung der Tiere. Zugleich sollen sich Haustiere positiv auf die psychische Gesundheit der Senioren auswirken. Das Projekt «Krax» wiederum richtet sich an Kinder und Jugendliche; es soll in Schulen und Freizeitprojekten ein grösseres Wissen über Heim-, Wild- und Nutztiere sowie Tierschutz vermitteln.
Die STS betreibt eine Fachstelle für Tierschutzkontrollen, bei der etwa tierschutzwidrige Haltungen und Tiermisshandlungen gemeldet werden können, die aber auch grundsätzliche Informationen über Mindestanforderungen der Haltung bestimmter Tiere geben kann. Zwischen Juni 2016 und Mai 2017 wurden über 200 gemeldete Tierschutzverstösse abgeklärt.
Ein Thema der STS ist der Umgang mit Labortieren. Im Jahr 2023 wurde eine Kooperation mit der Universität Bern gestartet, bei dem für Laborratten der Universität ein neues Zuhause gesucht wird.

## Kontroversen
Im Juni 2023 wurde Kritik an der 2021 angetretenen Präsidentin Nicole Ruch laut. Mehrere Vorstandsmitglieder störten sich an der angeblichen Machtkonzentration und Intransparenz von Ruch. Der damalige Geschäftsführer Stefan Flückiger kündigte auf Mitte Juni seine Stelle, da der Schweizer Tierschutz ein Projekt für höheren Absatz von Label- und Biofleisch nicht mehr weiterführen wollte. Flückiger hatte bereits zwei Studien in Auftrag gegeben, die zeigten, dass die Schweizer Grossverteiler Coop und Migros mit ihrem hohen Marktanteil bei Label- und Biofleisch überhöhte Margen zu Ungunsten der Bauern erheben. Flückiger wollte bei der Wettbewerbskommission (Weko) eine Anzeige gegen die beiden Grossverteiler erheben. Der Schweizer Bauernverband hatte sich schliesslich gegen eine Anzeige entschieden. Die Geschäftsführer des Schweizer Tierschutzes entschieden sich später auch gegen eine Anzeige. Stefan Flückiger warf dem Tierschutz dementsprechend einen Interessenskonflikt vor, denn die Grossverteiler bezahlen die Tierschutzkontrollen des Schweizer Tierschutzes. Der Entscheid stiess auch bei Martina Munz, SP-Nationalrätin und STS-Zentralvorstandsmitglied auf Kritik, der STS selbst sah keinen Interessenskonflikt hinter dem Entscheid. Inzwischen wurde Martina Munz und Michel Roux aus dem Vorstand suspendiert, da sie gegen das Kollegialitäts- und Loyalitätsprinzip verstossen hätten. Der STS plante, dass beide an der Delegiertenversammlung im November 2023 abgewählt werden. Kurt Aeschbacher verliess den Vorstand indes bereits 2022 freiwillig, nach wenigen Monaten im Amt. Mitte September 2023 wurde öffentlich, dass der Wirtschaftsprüfer BDO, in einem bereits im Juli erstellten Bericht, grobe Mängel bei der Spesenpraxis feststellte. Präsidentin Ruch soll angeblich ihre Finanzkompetenzen überschritten haben. Ihr PR-Beauftragter bestreitet das. Im Frühling 2022 soll Ruch gemäss CH Media die Neugestaltung der Website des Vereins im Umfang von 300'000 Franken eigenmächtig in Auftrag gegeben haben. Ende September 2023 soll Ruch dem Vorstand ein Kostendach von 60'000 Franken für die Krisenkommunikation und 40'000 Franken für einen externen Anwalt beantragt haben. Die entsprechenden Aufträge sollen aber bereits im Juni und Anfang September erteilt worden sein.
Inzwischen forderte der Dachverband Berner Tierschutzorganisationen, eine Sektion des Schweizer Tierschutzes, Nicole Ruchs Rücktritt. Mit dem Anwalt und STS-Vizepräsident Piero Mazzoleni, sowie dem früheren Fernsehmoderator Kurt Aeschbacher, Lolita Morena, Michel Roux und Martina Munz hat sich eine Gruppe gebildet, die Ruch an der Delegiertenversammlung vom 4. November 2023 als Präsidentin abwählen wollten, Mazzoleni als Übergangspräsidenten wählen und die suspendierten Vorstandsmitglieder wieder einsetzen sollte. Ende Oktober wurde jedoch bekannt, dass die Mehrheit des Zentralvorstands die Delegiertenversammlung auf einen noch unbestimmten Termin innerhalb der nächsten sechs Monaten verschoben hatte. Inzwischen forderten 22 Sektionen eine ausserordentliche Delegiertenversammlung, wo u. a. über Ruchs Abwahl entschieden werden sollte.
Bereits im Juli 2023 war bekannt geworden, dass 12 von 20 STS-Mitarbeitenden, welche für die Label-Kontrollen zuständig waren, gekündigt hatten. Daraufhin liess IP-Suisse im September verlauten, dass sie die Tierhaltungskontrollen auf den Schweinebetrieben ab sofort durch eine andere Kontrollorganisation vornehmen lässt. Künftig wird der STS vermehrt Kontrollen bei Tiertransporten und Audits auf Schlachthöfen für IP-Suisse durchführen.
Die Zertifizierungsstelle für Non-Profit-Organisationen Zewo riet zwischenzeitlich von Spenden an den STS ab. Ende November 2024 strich die Zewo den STS wieder von der Liste jener Organisationen, die "erheblich von den Zewo-Standards abweichen". Der Schritt erfolgte, nachdem die Zewo erste wichtige Reformschritte als umgesetzt erachtet hatte. Zum Beispiel wurde beim Tierschutz beider Basel (TBB), eine Sektion des Schweizer Tierschutzes, bereits ab Oktober 2023 einen erheblichen Rückgang der Spenden verzeichnet. Der STS-Ehrenpräsident Heinz Lienhard hatte neben der Abwahl von Nicole Ruch auch jene von Martina Munz und Michel Roux gefordert. Gegen Nicole Ruch wurde inzwischen eine Strafanzeige eingereicht. Ihr wird grundsätzlich ungetreue Geschäftsführung und Misswirtschaft in der Immobilienbewirtschaftung vorgeworfen.
Die ausserordentliche Delegiertenversammlung fand am 27. Januar 2024 statt. Von dieser wurde Ruch abgewählt. Auch Munz und Roux sind nicht mehr im Amt. Mazzoleni wurde zum Präsidenten gewählt. Mazzoleni gab auf Ende März 2025 den Rücktritt bekannt. Als Nachfolger kandidierte Peter V. Kunz, welcher an der ausserordentlichen Delegiertenversammlung vom 15. März 2025 mit 136 Stimmen von 166 gewählt wurde.